# شون تشن (سياسي)
شون تشن (بالصينية: 陳沖) هو سياسي تايواني، ولد في 3 أكتوبر 1949 في تايبيه في تايوان. حزبياً، نشط في الكومينتانغ. وقد انتخب نائب رئيس جمهورية الصين ‏ (17 مايو 2010 – 6 فبراير 2012) وانتخب رئيس وزراء جمهورية الصين (6 فبراير 2012 – 18 فبراير 2013) وانتخب عضو مجلس ليوان التشريعي ‏.